# Psalm 32

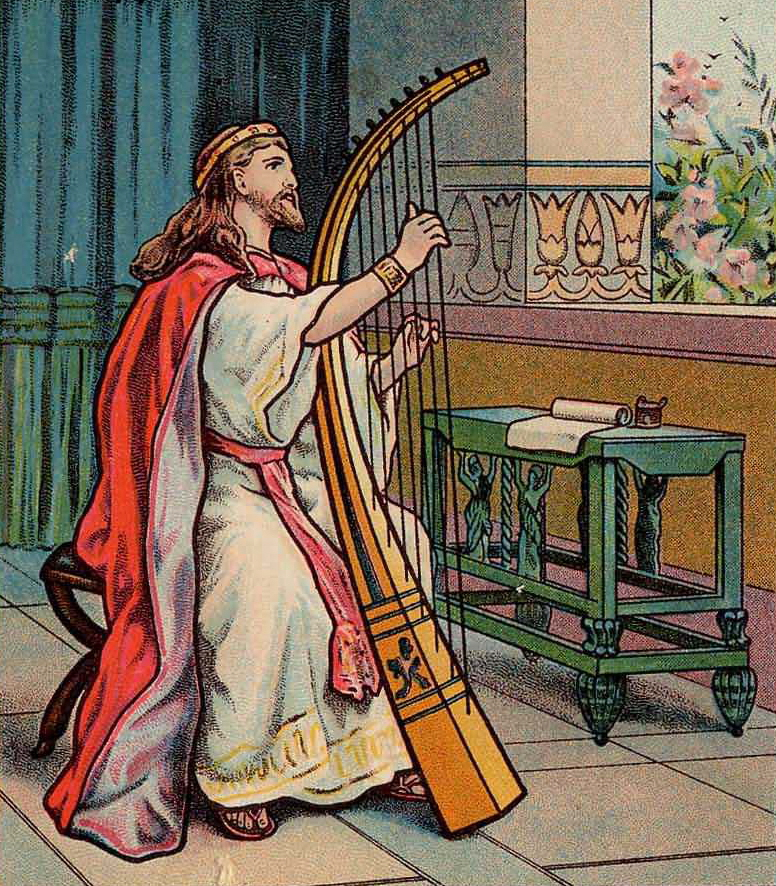
Die Freude Davids nach der Sündenvergebung. Illustration einer amerikanischen Bibel von 1903

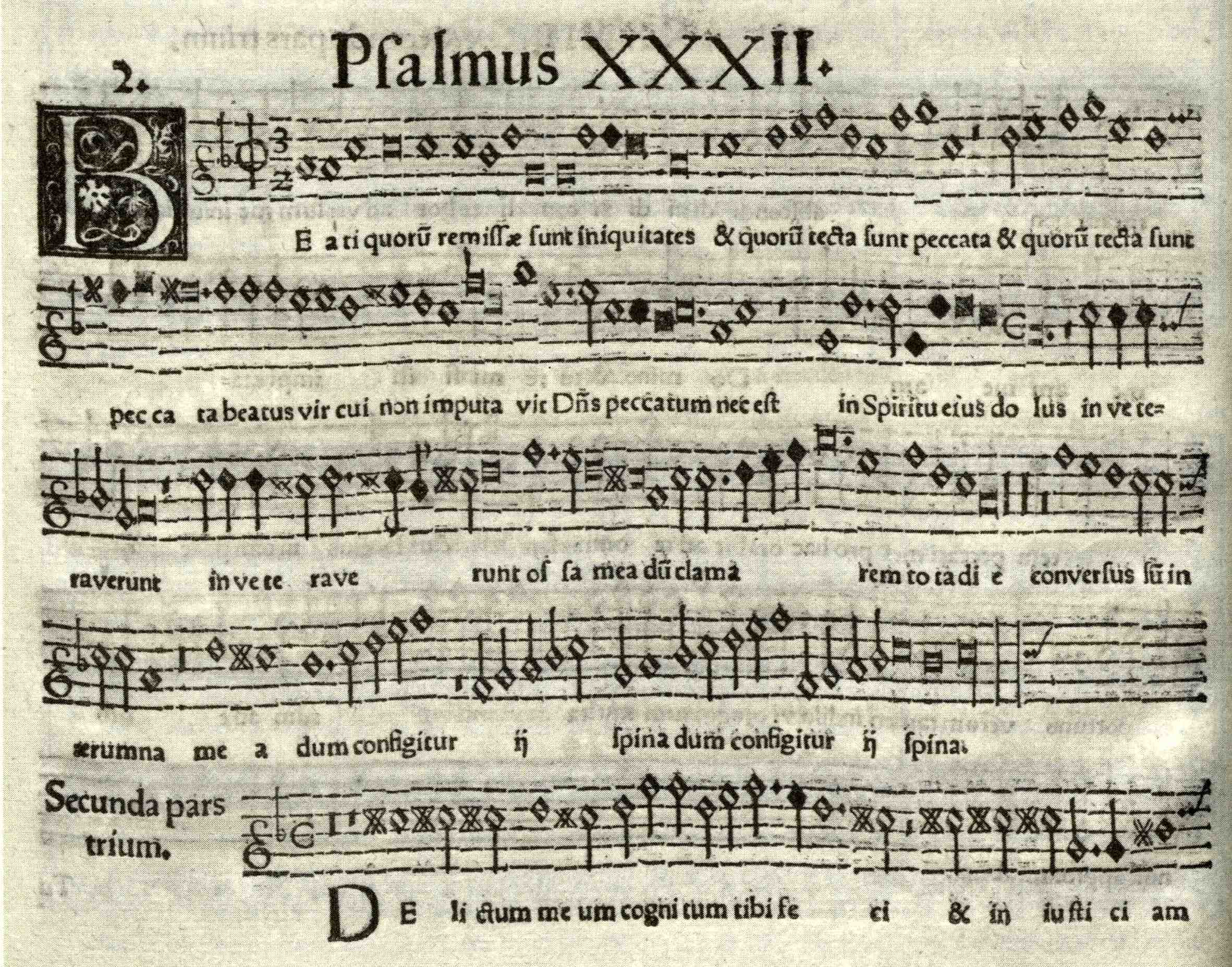
Vertonung des 32. Psalms aus dem 16. Jahrhundert

Der 32. Psalm (nach griechischer Zählung der 31.) ist ein Psalm Davids. Er gehört in die Reihe der Dankpsalmen eines Einzelnen. Auch Motive der Weisheitsdichtung finden sich in ihm. Die frühere Sünde des Psalmisten ist das eigentliche Thema. Deswegen gehört der Psalm auch in die Reihe der sieben Bußpsalmen.

## Gliederung
Der Alttestamentler Hermann Gunkel gliedert den Psalm folgendermaßen:
1. Vers 1–2: Bekenntnis zum Erlass der Schuld
2. Vers 3–5: Erzählung: Der Psalmist blieb in Not, bis der Beichtentschluss (Vers 6a) Vergebung brachte
3. Vers 6–7: Ermahnung anderer, Buße zu tun
4. Vers 8–9: Weisheitsrede: Vergleich des Bußunfertigen mit störrischem Tier
5. Vers 10: Zusammenfassung der Erfahrung
6. Vers 11: Jubel über Sündenvergebung

## Zuordnung zu den Bußpsalmen
Der Psalm selbst ist nicht ein Bußgebet, in dem ein Sündenbekenntnis vollzogen wird. Laut James Luther Mays ist er stattdessen ein Psalm, der in der Ausübung der Buße aufgrund der eigenen Erfahrung des Psalmisten unterrichtet und Anweisungen gibt.

## Datierung
Aufgrund des Einflusses weisheitlicher Elemente nimmt Hermann Gunkel eine „verhältnismäßig späte Herkunft“ an.